# Tariaksuq
Dans la mythologie inuite, le Tariaksuq (Taqriaqsuk, Taqriaqsuq, Tarriaksuk, Tarriaksuq, Tarriassuk, Tarriassuq; (pluriel) "Shadow-People", Taqriaqsuit, Tariaksuit, Tarriaksuit, Tarriassuit) est une créature humanoïde associée aux ombres et à l'obscurité. 
On dit que, pour l'essentiel, ils sont pareils que tout autre être humain. Ils ont des maisons, des familles, des armes, des outils et plus encore. Mais là où ils s'écartent des gens normaux, c'est qu'ils ne sont pas visibles en les regardant directement. En les regardant directement, soit ils disparaissent dans le monde séparé qu'ils occupent, en dehors du nôtre, soit ils ne sont vus que par l'ombre qu'ils projettent. Ils ne deviennent visibles que s'ils sont tués et on dit qu'ils apparaissent comme des créatures mi-homme mi-caribou. 
Outre l'étrange condition de leur visibilité, on sait également qu'ils ne peuvent attraper une proie qu'en la chassant à pied. 